# دانيال فينكلستاين
دانيال فينكلستاين هو صحفي وسياسي بريطاني، ولد في 30 أغسطس 1962 في لندن في المملكة المتحدة. نشط حزبياً في حزب المحافظين. وقد انتخب عضو مجلس اللوردات ‏ وقد انضم خلال فترته النيابية (11 سبتمبر 2013 – ) للكتلة البرلمانية حزب المحافظين.